# Lill-Skutviken
Lill-Skutviken är en sjö i Hudiksvalls kommun i Hälsingland och ingår i Harmångersån-Delångersåns kustområde.